# 진웅
진웅(1973년 12월 13일 ~ )은 한국의 성우다. 2003년 KBS에 입사했으며 현재는 KBS 30기다. 한국방송 성우극회 소속이다.

## 주요 출연작품

### 애니메이션
- 데스노트 (챔프) - 시부이마루 타쿠오 / 데메가와 히토시
- 택틱스 (애니맥스) - 사탕 장수
- 건퍼레이드 오케스트라 (애니맥스) - 오오사코 타이헤이
- 명탐정 코난 (애니맥스) - 정명화
- 침묵의 함대 (애니박스) - 알렉세이
- 잠수함 707 OVA (애니박스) - 야마다
- 헬싱 OVA (애니박스) - 신부 / 아이랜즈 경 / 사교

### 영화
- 디스터번스 (KBS)
- 이너프 (KBS)
- 포 미니츠 (KBS) - 퀴즈 방송 진행자(디터 무어)
- 드리머 (KBS) - 경마장 해설(에드 버거트)
- 안소니 짐머 (KBS) - 호텔 지배인(리차드 델레스트르) / 웨이터 / 열차 승무원 / 경찰 / 저격수
- 마운틴 패트롤 (KBS) - 밀렵꾼

### 외화
- 닥터 후 (KBS) - 앵커
- 로스트 시즌 2 (KBS) - 케인(앤슨 마운트)
- 가면라이더 가부토 (챔프) - 네기시 (코바야시 마사히로)